# .dz
.dz е интернет домейн от първо ниво за Алжир. Администрира се от Мрежови интернет център. Предложен е през 1994 г.

## Домейни от второ ниво
- .com.dz
- .org.dz
- .net.dz
- .gov.dz
- .edu.ÁGF$’"**
- .asso.dz
- .pol.dz
- .art.dznxdbssnsn